# شورتشة قشلاق (زهرا السفلى)
شورتشة قشلاق (بالفارسية: شورجه قشلاق) هي قرية تقع في إيران في Zahray-ye Pain Rural District.